# Zivo
 (septembre 2022).
Zivo, né Zivoslav Ivanovic à Belgrade en 1960, est un artiste peintre, graveur, installationniste et performer vaudois.

## Biographie
Zivo arrive avec ses parents à Yverdon-les-Bains en 1963. 
De 1984 à 1988, Zivo suit régulièrement les stages de l'atelier de travail théâtral ATT. Après un court séjour à Barcelone, il ouvre en 1990 un atelier au Flon puis il met en espace une création théâtrale: Boules de pensées, fragments de textes autour de la solitude ayant pour auteurs: Prévert, Perec, Pessoa, Arrabal, Dürrenmatt, Jodorowsky.
En 1992, Zivo découvre et s'initie aux techniques de gravure à l'atelier Aquaforte à Lausanne. Il expose régulièrement et publie plusieurs livres illustrés avec des écrivains et poètes (Philippe Dubath, Ulrike Blatter). Sélectionné aux rencontres romandes sur les livres d’artistes Tirages limités, il publie ses carnets de création : Cahier des évocations des passages âne-oiseau, aux éditions [Remarques] de Nicolas Chabloz (2008).
Zivo est notamment lauréat du prix artistique de la Fondation Sandoz (FEMS) en 1999.

## Publications
- Zivo, Cahier des évocations des passages âne-oiseau, Lausanne, Nicolas Chabloz éditeur, coll. « [Remarques] », 2008.
- Jérôme Meizoz et Zivo, Fantômes, Lausanne, Éditions d'en bas, 2010, 76 p. (ISBN 978-2-82900390-5).
- Zivo, « Le poids réparti », dans Mode de vie, Lausanne, art&fiction, 2010 (ISBN 978-2-940377-36-7).
- Jérôme Meizoz et Zivo, Pénurie, Lausanne, art&fiction, coll. « Re:Pacific », 2013, 220 p. (ISBN 978-2-940377-67-1).
- Zivoslav Ivanovic, Dissoudre mon repentir, Lausanne, 2001.
- Zivoslav Ivanovic, Voyage à la rencontre de ma grand-mère morte, Lausanne, 2003.
- Zivoslav Ivanovic et Valérie Ivanovic, D'un pas à l'autre, Lausanne, Giuseppe Merrone, 2018 (ISBN 9782940516902).

## Distinctions
- 1999 Prix FEMS